# Сан-Себастьяно (Мантуя)
Церковь Сан-Себастьяно (итал. Chiesa di San Sebastiano) — небольшой храм, построенный в городе Мантуя (Ломбардия).
Строительство церкви началось в 1460 году по проекту выдающегося архитектора эпохи Возрождения Леона Баттисты Альберти, за десять лет до постройки другой знаменитой церкви по проекту Альберти в Мантуе — Сант-Андреа (проект 1470 года). Заказчиком храма был маркграф Мантуи Лудовико III Гонзага. Крипту планировали превратить в погребальную капеллу семьи Гонзага.
Композиция храма, как и всё творчество Альберти, оказалась новаторской. Альберти отказался от базиликального типа и выбрал центрический план в виде греческого креста, получивший далее широкое распространение в архитектуре римского классицизма начала XVI века. Фасад по замыслу Альберти должен был напоминать портик древнегреческого храма, однако храм должен был быть перекрыт большим куполом. Всё свидетельствует о необычайной свободе и смелости мышления архитектора.
Как и большинство построек по проектам Альберти, церковь была завершена Лукой Фанчелли. Освящённая в 1529 году, церковь подверглась первой реставрации в 1600 году архитектором Пеллигрино Ардицони, и произвольным переделкам, завершённым в 1926 году, когда она была отделена от прилегающего монастыря. Были добавлены две лестницы на фасаде, которые превратили боковые окна в порталы (проект Альберти предполагал одну лестницу во всю ширину фасада). Добавлены проёмы первого этажа. Существует реконструкция первоначального замысла Альберти, созданная Р. Виттковером.
Церковь разделена на два этажа; нижний — цокольный, напоминает классический подиум. На верхний этаж можно подняться по боковым лестницам. Верхняя часть фасада — самая необычная: она кажется недооформленной, чистая плоскость имеет лишь пилястры большого ордера, одно окно, прерывающее широкий фриз (его иногда называют аттиком), также не имеющий декора, тимпан с так называемой сирийской (слепой) аркой.
Удивителен интерьер зального типа с отсутствием внутренних опор. Крещатые своды опираются непосредственно на стены. Алтарная преграда (темплон) весьма необычно оформлена классицистическим, почти античным, портиком тосканского ордера.
Церковь осталась недостроенной, а интерьеры неоформленными. Позднее была превращена в Капеллу памяти итальянских воинов, погибших в сражениях за родину.

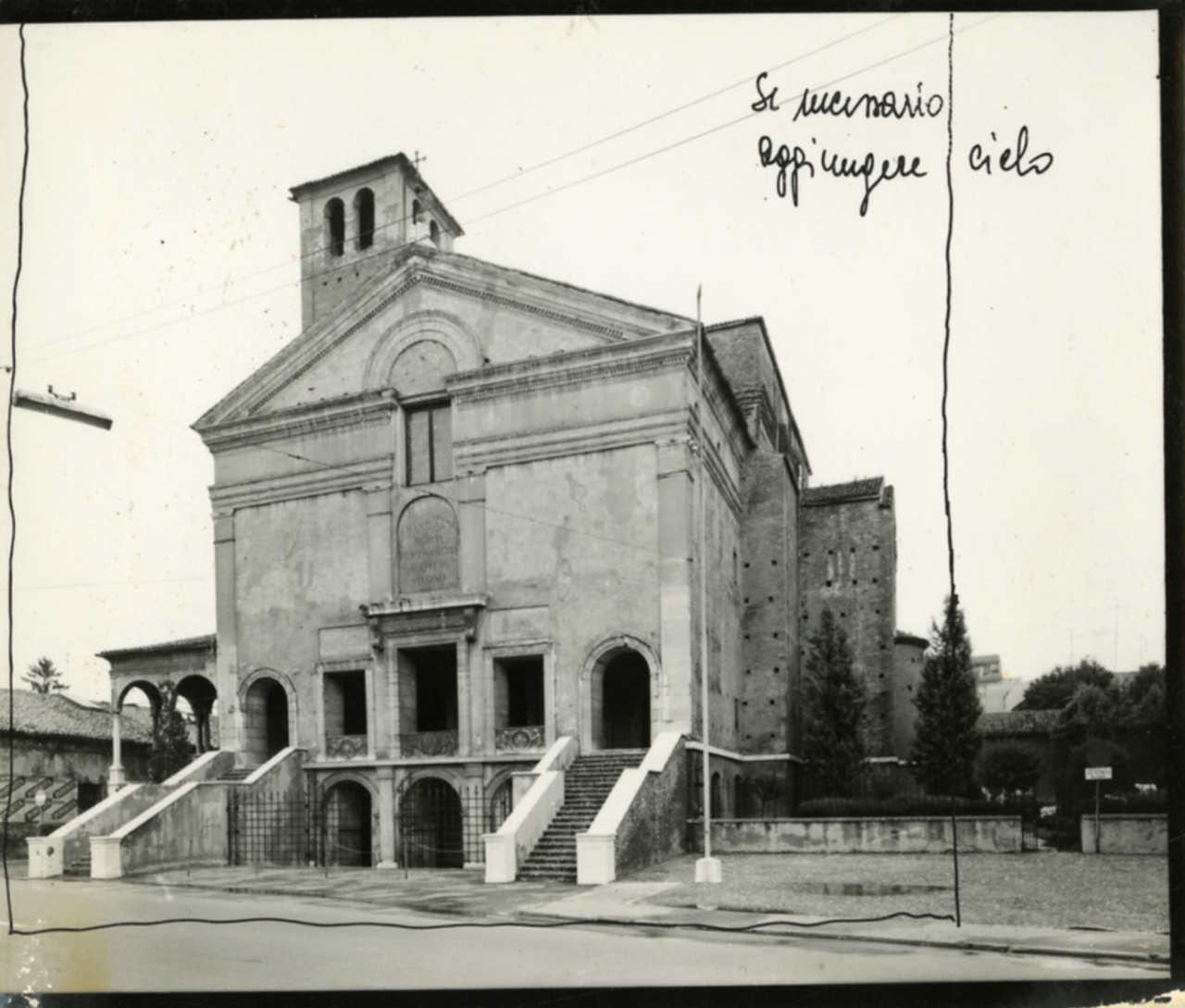
Церковь Сан-Себастьяно. Фотография 1925 года
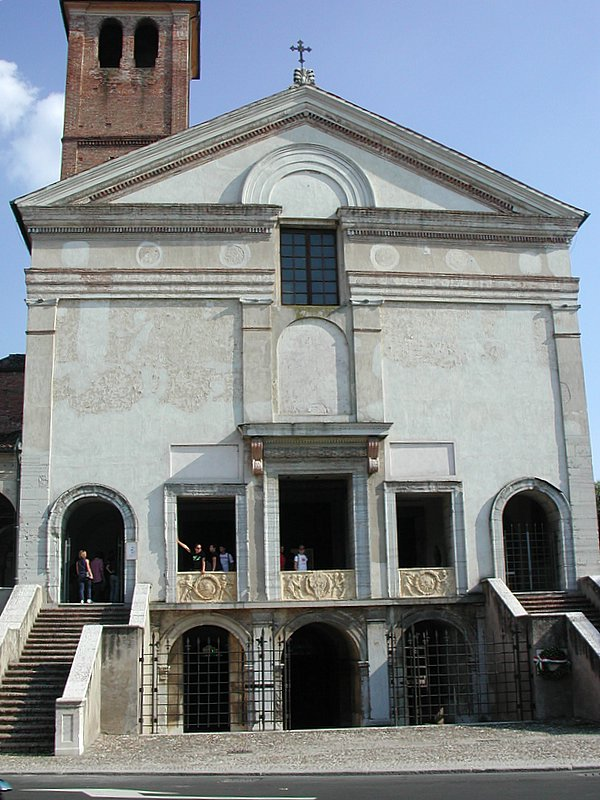
Главный фасад
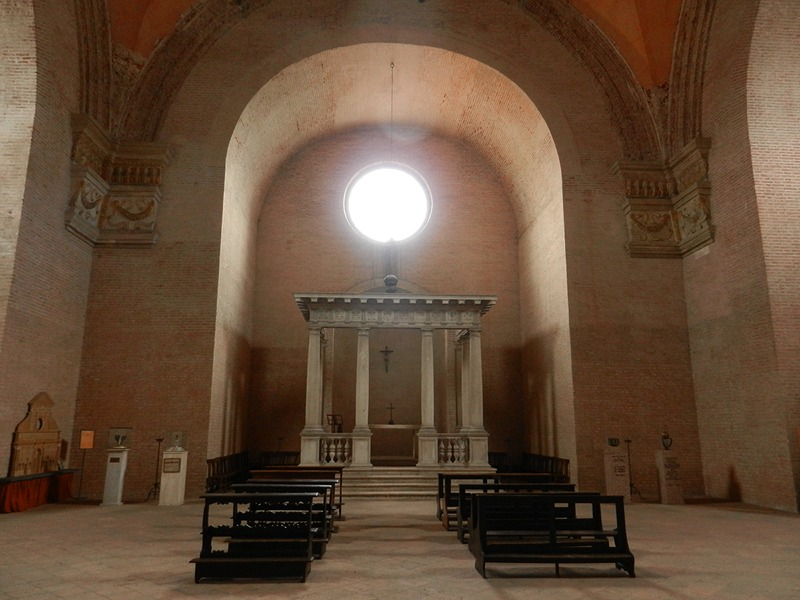
Интерьер
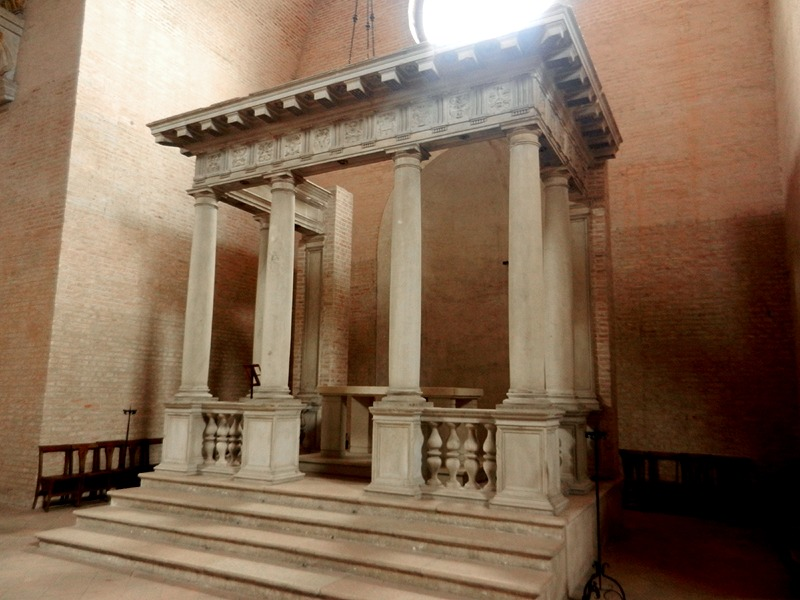
Интерьер. Алтарная преграда (классицистический темплон)